# 14238 d'Artagnan
14238 d'Artagnan eller 1999 YX13 är en asteroid i huvudbältet som upptäcktes den 31 december 1999 av den amerikanske astronomen Charles W. Juels vid Fountain Hills-observatoriet. Den är uppkallad efter musketören Charles de Batz-Castelmore d'Artagnan.